# Siglo X a. C.
| cazadores-recolectores nómadas pastores sociedades agrícolas simples sociedades agrícolas complejas/cacicazgos | sociedades estado no habitado Área de uso del hierro, en torno al 1000 a. C. Área de uso del bronce, en torno al 1000 a. C. |

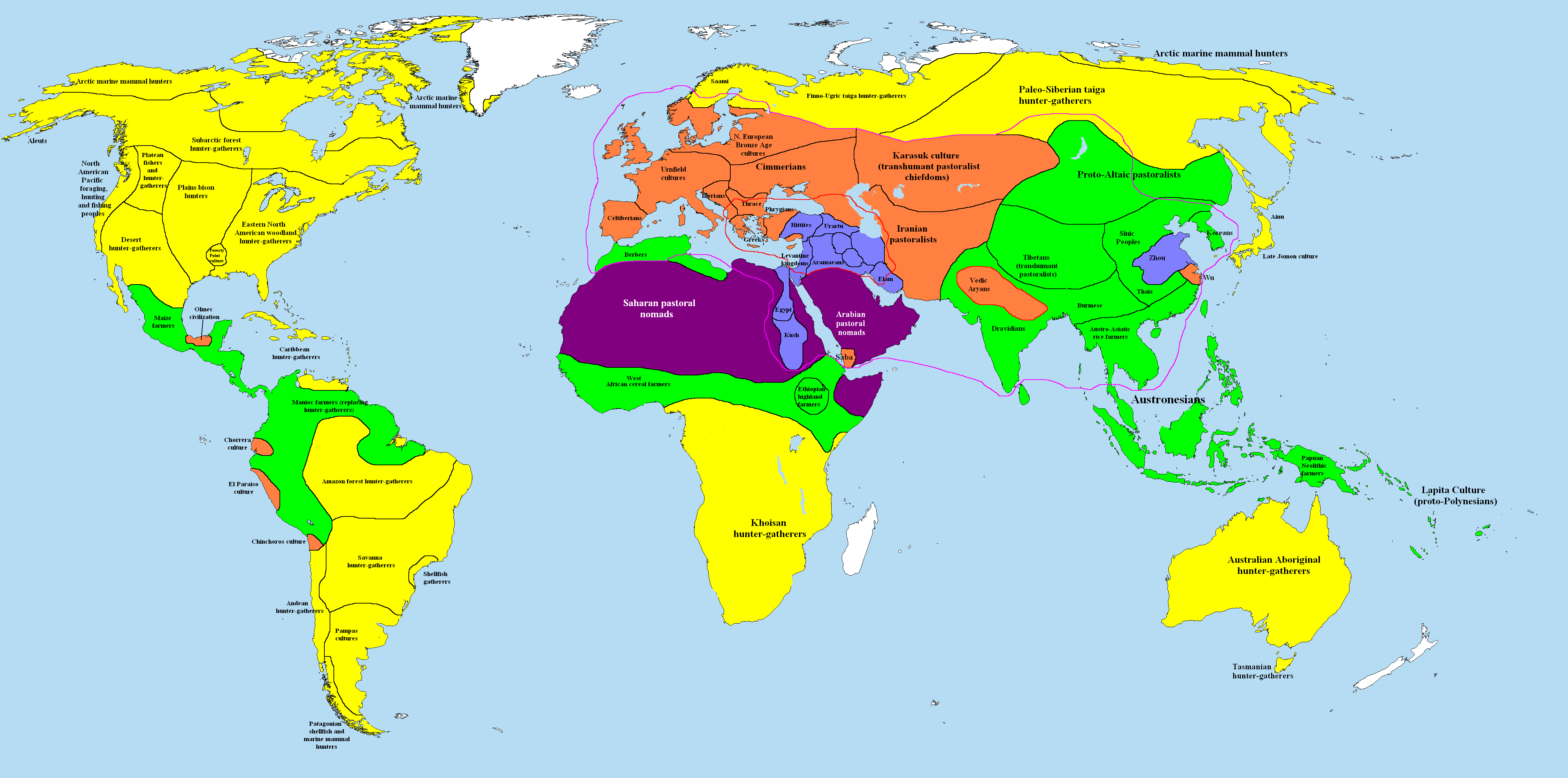
El mundo en el siglo X a. C.

El siglo X a. C. comenzó el 1 de enero de 1000 a. C. y terminó el 31 de diciembre de 901 a. C.

## Acontecimientos importantes
- En la península ibérica, los fenicios realizan sus primeros viajes. Período inicial de Tartessos (hasta el 750 a. C.). En este período se forma la cultura tartésica.
- 1000 a. C.: en la India comienza la edad de papel; se desarrollan los reinos de Panchala, Kuru, Kosala y Videja.
- 1000 a. C.: en España se forma el "Depósito de la Ría de Huelva", con objetos de la edad de bronce (según datación actual).
- Se inicia el poblamiento de las laderas en valles de la región andina de Colombia.
- 997 a. C. (fecha tradicional): en Canaán se produce una gran revuelta de las diez tribus septentrionales contra las otras dos, luego de la muerte del unificador Salomón.
- 993 a. C.: en Egipto, el faraón Amenemope sucede a Psusenes I.
- 993 a. C.: en Grecia, el rey de Atenas Arquipo fallece tras 19 años de reinado. Es sucedido por su hijo Thersipo.
- 984 a. C.: en Egipto, Osocor el Mayor sucede a Amenemope como rey.
- 982 a. C.: termina el primer periodo (1197-982 a. C.) de acuerdo con el concepto de Sau Yung acerca del I Ching.
- 978 a. C.: en Egipto, Siamón sucede a Osocor.
- 967 a. C.: en Irak, Tiglatpileser II se convierte en rey de Asiria.
- 965 a. C. (fecha tradicional): fallece el rey David.
- 962 a. C. (fecha tradicional): Salomón se convierte en rey de las tribus de Israel, luego de la muerte de su padre David e inicia la construcción del Templo de Jerusalén.
- 959 a. C.: en Egipto, Psusenes II sucede a Siamón.
- 952 a. C.: en Atenas muere el rey Tersipo tras 41 años de reinado; lo sucede su hijo Forbas.
- 950 a. C. (fecha tradicional): en Jerusalén se construye el Templo de Salomón.
- 950 a. C.: en Egipto empieza la dinastía XXII, que durará hasta el 730 a. C.
- 945 a. C.: en Egipto fallece Psusenes II, el último rey de la Dinastía XXI de Egipto. Lo sucede Sheshonq I, fundador de la Dinastía XXII de Egipto.
- 945 a. C.: en Egipto nace Nehemes-Bastet, cantante egipcia que vivió en la XXII dinastía egipcia.
- 945 a. C.: en Egipto, Sheshonq I, fundador de la Dinastía XXII de Egipto, sucede a Psusenes II.
- 935 a. C.: en Irak muere el rey Tiglatpileser II, rey de Asiria.
- 925 a. C. (fecha tradicional): en Israel muere Salomón, el último rey de todas las tribus israelitas. Tras su muerte el reino se divide en Judá (cuyo jefe fue Roboam) e Israel (cuyo jefe fue Jeroboam).
- 922 a. C.: en China fallece el rey Mu de Zhou, de la dinastía Zhou.
- 922 a. C.: en China, Zhou Gongwang se convierte en rey de la dinastía Zhou.
- 909 a. C.: en Israel muere Jeroboam, el primer rey de la tribu hebrea del norte; es sucedido por su hijo Nadab.
- 900 a. C.: en China muere el Zhou Gongwang, rey de la dinastía Zhou.
- 900 a. C.: en la India, el pensador religioso Iagñavalkia compone (sin escribir, ya que todavía faltaban varios siglos para que los indios descubrieran la escritura) el Shatápata-bráhmana, donde describe el movimiento del Sol alrededor de la Tierra.
- c. 900 a. C.: en el norte de Italia surge la cultura de Villanova.
- c. 900 a. C.: Urartu se unifica en torno a una autoridad central.
- En Grecia se suprime la monarquía en Atenas y los dorios fundan Esparta.
- c. 900 a. C.: en la actual provincia de Los Ríos (Ecuador), llega a su esplendor la cultura de La Chorrera. En el centro del país, los pobladores originarios comienzan a edificar la aldea de Quitu (actual Quito, la ciudad capital de Ecuador).
- 900 a. C.: en Nubia (sur de Egipto) se funda el reino de Kush.
- Fines del siglo X a. C.: en Lefkandi (isla de Eubea) un artesano hace una estatua de Centauro. En la actualidad se encuentra en el Museo Arqueológico de Eretria (Grecia).
- En Perú se desarrolla la cultura chavín.
- En Grecia termina la Edad Oscura e inicia el período geométrico.